# Palacio Comunal (Sovana)
El Palacio Comunal, también conocido como Palacio del Archivo, es un edificio histórico situado en el centro de Sovana, más exactamente en el lado occidental de la Plaza del Pretorio.

## Historia
El palacio fue construido en el siglo XII con el objetivo de albergar la sede municipal de Sovana, que en ese momento tuvo una gran expansión después de la gloriosa época del período etrusco.
La estructura original de la Edad Media se mantuvo intacta hasta 1433, cuando Sovana fue atacada por las tropas del Condado de Pitigliano,en represalia por el asesinato del Conde Gentile Orsini. Los graves daños sufridos por la estructura durante este ataque requirieron una profunda reestructuración. En 1588 se construyó el reloj, y durante el siglo XVII se añadió el campanario y el palacio comenzó a albergar el archivo de Sovana, por lo que también se le conoce por este nombre.
Entre la segunda mitad del siglo XIX y principios del siglo XX, el edificio experimentó un largo período de degradación; una serie de restauraciones recientes le han permitido recuperar su antigua gloria, recuperando completamente incluso ciertas partes del palacio que estaban en mal estado.

## Descripción

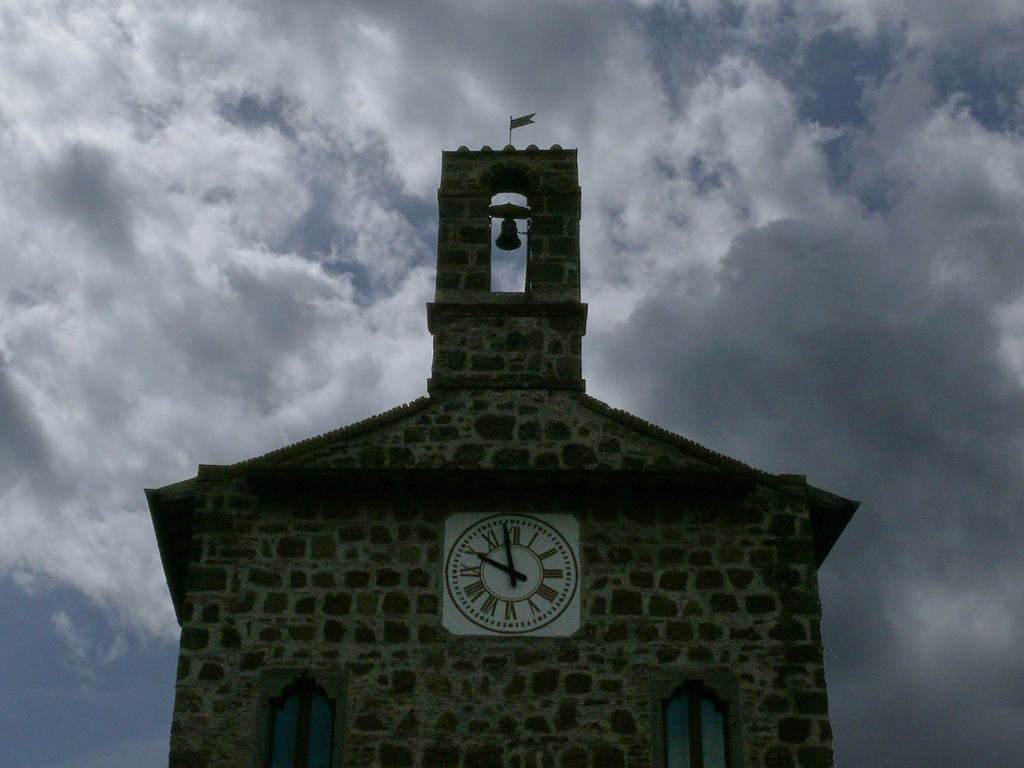
Planta Superior del Palacio Comunal

El Palacio Comunal (o Palacio del Archivo) se compone de dos bloques rectangulares: el que da a la plaza se divide en tres niveles, mientras que la parte posterior consta de dos niveles, es decir, falta el último piso. Las paredes externas están completamente cubiertas de bloques de toba y, en la fachada lateral sur, se inclinan con una base de zapato que cubre ambos edificios.
La fachada principal, ubicada en el lado más corto del perímetro planimétrico, orientada hacia el lado occidental de la Plaza del Pretorio, tiene un pórtico de entrada rectangular que es el acceso principal del palacio. En la primera planta únicamente hay una ventana en la parte central, mientras que en el segundo piso nos encontramos dos ventanas idénticas (una a cada lado de la fachada). En la parte superior del edificio, donde hay un gran reloj de forma cuadrangular, tiene un campanario característico, con una campana colocada en su interior.

## Otros proyectos
- Wikimedia Commons alberga una categoría multimedia sobre Palacio del Archivo.